# Clibadium sodiroi
Clibadium sodiroi là một loài thực vật có hoa trong họ Cúc. Loài này được Hieron. ex Sodiro mô tả khoa học đầu tiên năm 1900.